# Capcase
Capcase é uma empresa de instrumentos musicais brasileira, fundada no município de Alfenas, Minas Gerais em 2001. Seus principais endorses são: André Mattos e Isaac Ramos (Trazendo a Arca), Daniel Piquê, Agnela, entre outros.